# Pandemia de gripe A (H1N1) de 2009-2010 en Suiza
La pandemia de gripe A (H1N1), que se inició en 2009, entró en Suiza el 26 de abril del mismo año. Éste fue el 6º país en reportar casos de gripe A en el continente europeo.
El primer caso sospechoso en Suiza se confirmó oficialmente el 27 de abril de 2009 en el cantón de Argovia en un joven que acababa de regresar de vacaciones de México, que fue informado por el médico de la familia acerca de la fiebre y sus síntomas. Inmediatamente fue puesto bajo cuarentena en un hospital, aunque luego fue liberado por error. El hospital en una declaración afirmó que el Centro Nacional de Gripe en Ginebra había confirmado la enfermedad un día después de que el estudiante fuese liberado.  
Suiza confirmó su segundo caso de gripe porcina en una joven de 24 años que regresaba de un viaje a México y Estados Unidos, y que fue internada en el Hospital de Berna. El 24 de mayo, un tercer caso de gripe porcina fue anunciado en la ciudad de Basilea en una mujer que volvía de Washington.
Como hecho relativamente aislado, un contenedor de inactivos de muestras de virus de la gripe porcina, embalados en hielo seco, explotó en un tren suizo hiriendo a una persona, sin causar infección alguna a los pasajeros.  
El 15 de noviembre de 2009 se presentó el primer deceso a causa de la gripe porcina en el cantón de Basilea-Campiña; la primera víctima fue un bebé de unos cuatro meses de edad que falleció en la madrugada del 15 de noviembre a causa de complicaciones respiratorias. Además otros dos casos de muerte por esta enfermedad fueron reportados en el cantón de Zúrich. 
Hasta el 29 de abril de 2010 (fecha de la última actualización), Suiza confirmó 11.221 casos y 18 muertes por la gripe A (H1N1).